# UCLA 헬스 트레이닝 센터
UCLA 헬스 트레이닝 센터(영어: UCLA Health Training Center)는 미국 캘리포니아주 엘세건도에 위치한 실내 경기장이다. G 리그 사우스베이 레이커스의 홈경기장으로 사용되고 있다. 